# Zvolenská Slatina
Zvolenská Slatina es un municipio del distrito de Zvolen en la región de Banská Bystrica, Eslovaquia, con una población estimada a final del año 2024 de 2795 habitantes.
Se encuentra ubicado en el centro-oeste de la región, en los montes Centrales Eslovacos y la cuenca hidrográfica del río Hron —un afluente izquierdo del Danubio— y cerca de la frontera con la región de Nitra.

## Demografía
| Año        | 1994 | 2004    | 2014    | 2024    |
| ---------- | ---- | ------- | ------- | ------- |
| Población  | 2548 | 2671    | 2830    | 2795    |
| Diferencia |      | +4,82 % | +5,95 % | −1,23 % |

| Año        | 2023 | 2024    |
| ---------- | ---- | ------- |
| Población  | 2760 | 2795    |
| Diferencia |      | +1,26 % |